# Fairmont Hotels and Resorts

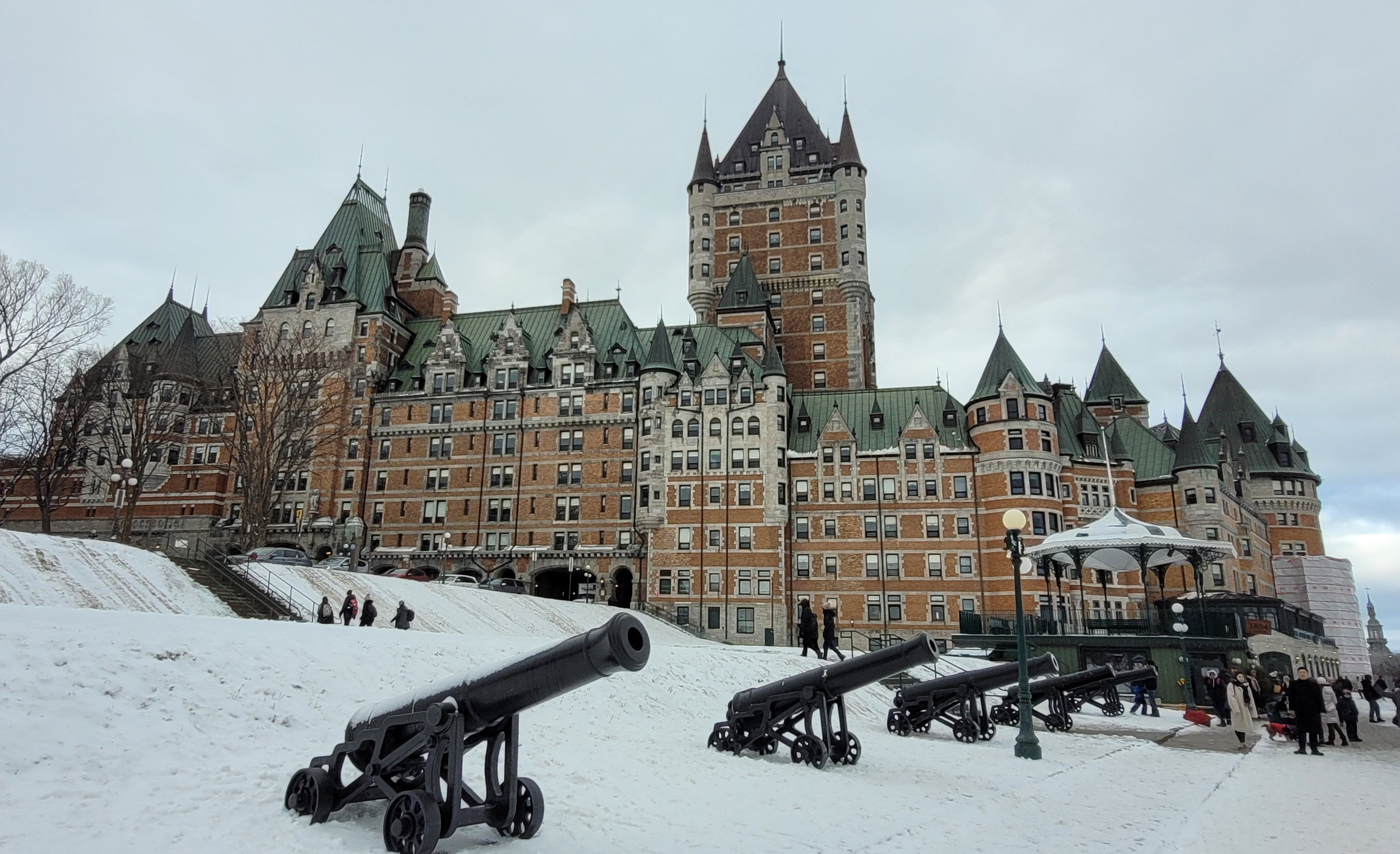
Château Frontenac, Quebec (cidade)

Fairmont Hotels & Resorts é uma rede global de hotéis de luxo que opera em mais de 80 propriedades em todo o mundo, com forte presença no Canadá.